# 南非国徽
南非现國徽（英語：coat of arms of South Africa）於2000年4月27日（自由日）正式啟用，以替代从1910年开始使用的旧式国徽，象征南非正式与種族隔離制度作别。
国徽的中心圖案為繪有兩個互相問候的人的盾徽，外面以象牙、麥穗裝飾。下方的綬帶書有國家格言「在多元中合一」。盾上方繪有矛與棒、帝王花、一隻秘書鳥和升起的太陽。

## 历史国徽
南非最早的国徽是由英國君主乔治五世于1910年颁布的，并在1930年和1932年衍生出两个版本。
中心的盾徽由四个图案组成。第一部分中手扶铁锚的妇女代表开普省，第二部分的两头角马代表纳塔尔省，第三部分的橘子树代表奧蘭治自由邦省，而第四部分的牛车則代表德蘭士瓦省。盾徽上方扶着束棒的红狮子象征四地的联合。左右两侧分别是跳羚和南非剑羚，下方的绶带书有当时的格言“力量源于团结”。
|        |        |        |        |
| 1902年 | 1910年 | 1930年 | 1932年 |

## 外部連結
- 南非政府網站的介紹（页面存档备份，存于）